# Lithax herringi
Lithax herringi is een fossiele soort schietmot uit de familie Goeridae.